# Malbouhans
Malbouhans – miejscowość i gmina we Francji, w regionie Burgundia-Franche-Comté, w departamencie Górna Saona.
Według danych na rok 1990 gminę zamieszkiwało 356 osób, a gęstość zaludnienia wynosiła 46 osób/km² (wśród 1786 gmin Franche-Comté Malbouhans plasuje się na 409. miejscu pod względem liczby ludności, natomiast pod względem powierzchni na miejscu 588.).